# 幸本たつと
幸本 たつと（こうもと たつと、6月17日 - )は、日本の声優。千葉県出身。以前はパワー・ライズに所属していた。

## 出演
太字は主役・メインキャラクター

### テレビアニメ
2011年
- 緋弾のアリア
- よろず骨董 山樫

### 吹き替え

#### 映画
- デツワー（ディレクター）
- TENDERNESS
- How to escape?（ディレクター、他）
- FLINT フリント・無敵の男前後編（サヴィン、他）
- ラグナロク オーディン神話伝説（アラン）

#### アニメ
- ドルフィン 太陽の秘密と夢の冒険（ダニエル）

### ゲーム
- 恋愛リベンジ（茅萱礼）
- 千の刃濤、桃花染の皇姫

#### ソーシャルゲーム
- ドラッケン（ジャン、スターン）

### ナレーション
- 嵐&辻ヤスシの【ぱちスロAKB48－バラの儀式－】

### ボイスオーバー
- ナチュラルスピリット

### オーディオブック
- コンサルタントのための〝キラーコンテンツ〟で稼ぐ法
- テンペスト／あらし（キャリバン、他）
- リア王（道化、他）
- 十二夜（アントーニオ）

### テレビCM
- マリアビートル（七尾）
- 富山常備薬グループ「リョウシンJV錠」ナレーション

### VP
- ここがダメだぜ!? ネットビジネス動画（くま）
- OPX（ナレーション）
- アヴネット（ナレーション）

### ラジオドラマ
- アクアマリンの神殿（佐々木アツシ）
- 小森谷くんが決めたこと（小森谷）
- スタープレイヤー（石松）
- グラスホッパー（鈴木、田中）